# Lin Mej-ling
Lin Mej-ling (čínsky pchin-jinem Lín Měilíng, znaky 林美玲; * 1. května 1990) je bývalá čínská zápasnice – judistka.

## Sportovní kariéra
V čínské ženské reprezentaci se pohybovala krátce od roku 2009 v polostřední váze do 63 kg a v témže roce získala titul asijské mistryně. Pozici reprezentační jedničky však v dalších letech proti sestrám Sü Li-li a Sü Jü-chua neuhájila. Od roku 2012 přestoupila do vyšší střední váhy do 70 kg, ve které se na mezinárodních turnajích neukazovala.

### Vítězství
- 2009 – 1x světový pohár (Apia)

## Výsledky
| Mistrovství světa | —  |    | —  |
| Asijské hry       |    | 5. |    |
| Mistrovství Asie  | 1. |    | —  |
| Univerziáda       | —  |    | 3. |